# Drouvin-le-Marais
Drouvin-le-Marais är en kommun i departementet Pas-de-Calais i regionen Hauts-de-France i norra Frankrike. Kommunen ligger i kantonen Barlin som tillhör arrondissementet Béthune. År 2022 hade Drouvin-le-Marais 610 invånare.

## Befolkningsutveckling
Antalet invånare i kommunen Drouvin-le-Marais
| Referens: INSEE |